# Supertaça Cândido de Oliveira 1991
La Supertaça Cândido de Oliveira 1991 è stata la 13ª edizione di tale edizione, l'annuale incontro di apertura della stagione calcistica portoghese che vede di fronte i vincitori della Primeira Divisão della stagione precedente e della Taça de Portugal (o la finalista di quest'ultima in caso il vincitore di campionato e coppa coincidano).
Nella Supercoppa del 1991 si affrontarono il Benfica (campione della Primeira Divisão 1990-91) e il Porto, detentore della Taça de Portugal.
L'incontro di andata, giocatosi allo stadio da Luz del Benfica, vede i padroni di casa imporsi 2-1. Nel ritorno allo Stadio das Antas il Porto vince 1-0 e costringe le due squadre a giocarsi la partita di ripetizione in campo neutro.
Il match decisivo, disputato il 9 settembre 1992 sul campo neutro dello Stadio Città di Coimbra, vede vincere il Porto 4-3 ai calci di rigore. Per i Dragões si tratta del sesto successo in Supercoppa.

## Tabellini

### Andata
| Lisbona 18 dicembre 1991 Andata                                       | Benfica   | 2 – 1 referto | Porto | Estádio da Luz |
| \| \| \| \| \| Juran 16’ William 76’ \| Marcatori \| 61’ Magalhães \| |           |               |       |                |
|                                                                       |           |               |       |                |
| Juran 16’ William 76’                                                 | Marcatori | 61’ Magalhães |       |                |

| Benfica | Porto |

|                     |    |                  |  |     |
|                     |    |                  |  |     |
| P                   | 1  | Neno             |  |     |
| D                   | 2  | Rui Bento        |  | 82’ |
| D                   | 4  | Paulo Madeira    |  |     |
| D                   | 5  | William          |  |     |
| D                   | 3  | José Carlos      |  |     |
| C                   | 6  | Vasili Kulkov    |  |     |
| C                   | 7  | Vítor Paneira () |  |     |
| C                   |    | Jonas Thern      |  |     |
| C                   |    | António Pacheco  |  |     |
| A                   | 11 | Mats Magnusson   |  |     |
| A                   | 9  | Sergej Juran     |  | 78’ |
| Sostituti:          |    |                  |  |     |
| D                   |    | Pedro Valido     |  | 82’ |
| C                   |    | Rui Costa        |  | 78’ |
| Allenatore:         |    |                  |  |     |
| Sven-Göran Eriksson |    |                  |  |     |

|                      |   |                      |  |     |
|                      |   |                      |  |     |
| P                    | 1 | Vítor Baía           |  |     |
| D                    |   | Joaquim Neves        |  |     |
| D                    | 4 | Aloísio              |  |     |
| D                    | 5 | Fernando Couto       |  |     |
| D                    |   | Mário Morgado        |  |     |
| C                    |   | Fernando Bandeirinha |  |     |
| C                    |   | Jaime Magalhães ()   |  |     |
| C                    |   | Rui Filipe           |  |     |
| C                    |   | Tozé                 |  | 46’ |
| A                    |   | Emil Kostadinov      |  |     |
| A                    |   | Petăr Mihtarski      |  | 58’ |
| Sostituti:           |   |                      |  |     |
| A                    |   | António Folha        |  | 46’ |
| A                    |   | Domingos             |  | 58’ |
| Allenatore:          |   |                      |  |     |
| Carlos Alberto Silva |   |                      |  |     |

### Ritorno
| Arbitro: | Marques (Évora) |

|             |           |  |
| Timofte 67’ | Marcatori |  |

| Porto | Benfica |

|                      |    |                      |             |     |
|                      |    |                      |             |     |
| P                    | 1  | Vítor Baía           |             |     |
| D                    |    | Paulo Pereira        |             | 38’ |
| D                    | 4  | Aloísio              | Ammonizione |     |
| D                    | 5  | Fernando Couto       |             |     |
| D                    |    | Fernando Bandeirinha |             |     |
| C                    | 7  | António André ()     | Ammonizione |     |
| C                    | 6  | Jaime Magalhães      |             |     |
| C                    | 10 | Ion Timofte          | Ammonizione |     |
| C                    |    | Tozé                 |             |     |
| A                    |    | Emil Kostadinov      |             |     |
| A                    |    | Domingos             |             | 60’ |
| Sostituti:           |    |                      |             |     |
| D                    |    | João Pinto           |             | 60’ |
| D                    | 13 | Lubomír Vlk          |             | 38’ |
| Allenatore:          |    |                      |             |     |
| Carlos Alberto Silva |    |                      |             |     |

|                     |   |                   |             |     |
|                     |   |                   |             |     |
| P                   | 1 | Silvino           |             |     |
| D                   | 2 | Rui Bento         |             |     |
| D                   | 4 | Paulo Madeira     | Ammonizione |     |
| D                   | 5 | William           |             |     |
| D                   | 3 | António Veloso () |             |     |
| C                   |   | Vasilij Kul'kov   |             |     |
| C                   |   | Vítor Paneira     | , 26’       |     |
| C                   |   | Jonas Thern       |             | 46’ |
| A                   |   | Isaías            |             |     |
| A                   |   | César Brito       |             |     |
| A                   |   | Sergej Juran      |             | 80’ |
| Sostituti:          |   |                   |             |     |
| D                   |   | José Carlos       | Ammonizione | 46’ |
| C                   |   | Paulo Sousa       |             | 80’ |
| Allenatore:         |   |                   |             |     |
| Sven-Göran Eriksson |   |                   |             |     |

### Ripetizione
| Arbitro: | Pratas (Évora) |

|                                                  |                      |                                                                         |
| Isaías 72’                                       | Marcatori            | 84’ João Pinto                                                          |
| William Rui Águas Kul'kov Isaías Hélder Mostovoj | Tiri di rigore 4 – 5 | João Pinto Fernando Couto Aloísio André Antônio Carlos Paulinho McLaren |

| Benfica | Porto |

|               |    |                    |  |     |
|               |    |                    |  |     |
| P             | 1  | Silvino            |  |     |
| D             | 2  | António Veloso ()  |  |     |
| D             | 3  | Hélder             |  |     |
| D             | 4  | Samuel             |  |     |
| D             | 5  | William            |  |     |
| D             | 6  | Fernando Mendes    |  |     |
| C             | 7  | Vítor Paneira      |  | 82’ |
| C             | 11 | Aleksandr Mostovoj |  |     |
| C             | 10 | João Pinto         |  | 91’ |
| A             | 8  | Isaías             |  |     |
| A             | 9  | Rui Águas          |  |     |
| Sostituti:    |    |                    |  |     |
| C             |    | Rui Costa          |  | 91’ |
| C             |    | Vasilij Kul'kov    |  | 82’ |
| Allenatore:   |    |                    |  |     |
| Tomislav Ivić |    |                    |  |     |

|                      |    |                      |  |     |
|                      |    |                      |  |     |
| P                    | 1  | Vítor Baía           |  |     |
| D                    | 2  | João Pinto ()        |  |     |
| D                    | 4  | Aloísio              |  |     |
| D                    | 5  | Fernando Couto       |  |     |
| D                    | 3  | Fernando Bandeirinha |  |     |
| C                    | 8  | António André        |  |     |
| C                    | 11 | Jaime Magalhães      |  |     |
| C                    | 7  | José Semedo          |  | 61’ |
| C                    | 6  | Rui Filipe           |  |     |
| C                    | 10 | Jorge Couto          |  | 79’ |
| A                    | 9  | Domingos             |  |     |
| Sostituti:           |    |                      |  |     |
| C                    | 13 | Antônio Carlos       |  | 45’ |
| A                    | 16 | Paulinho McLaren     |  | 65’ |
| Allenatore:          |    |                      |  |     |
| Carlos Alberto Silva |    |                      |  |     |